# Tête Nord des Fours
La tête Nord des Fours est une montagne de France, dans le massif du Mont-Blanc, en Savoie et en Haute-Savoie.

## Géographie
Elle s'élève à 2 756 mètres d'altitude, au nord du col des Fours (2 665 m) qui le sépare de la tête Sud des Fours (2 716 m).

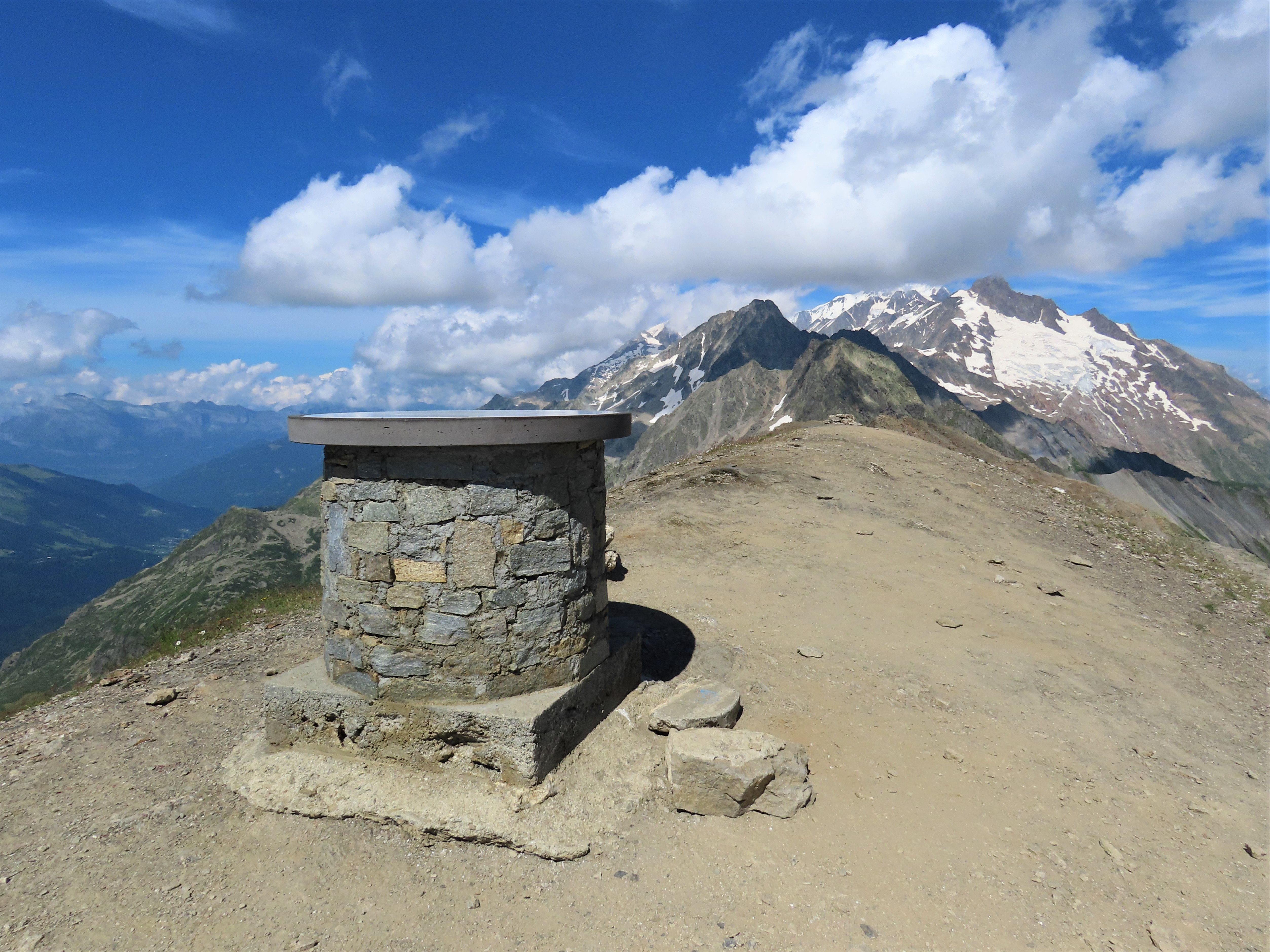
Le mont Tondu avec le reste du massif du Mont-Blanc depuis le sommet de la tête Nord des Fours.

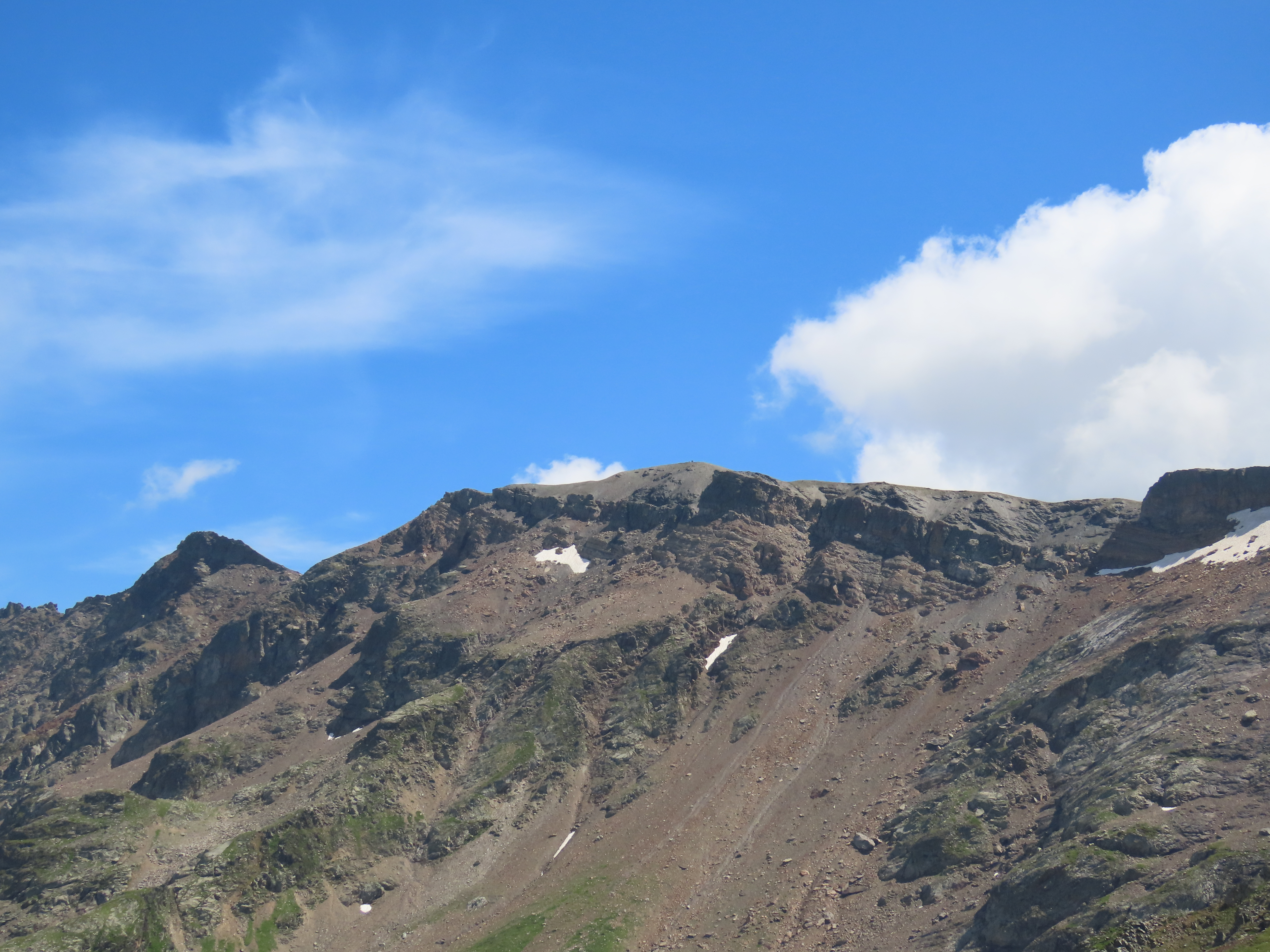
La tête Nord des Fours depuis le col du Bonhomme à l'ouest.

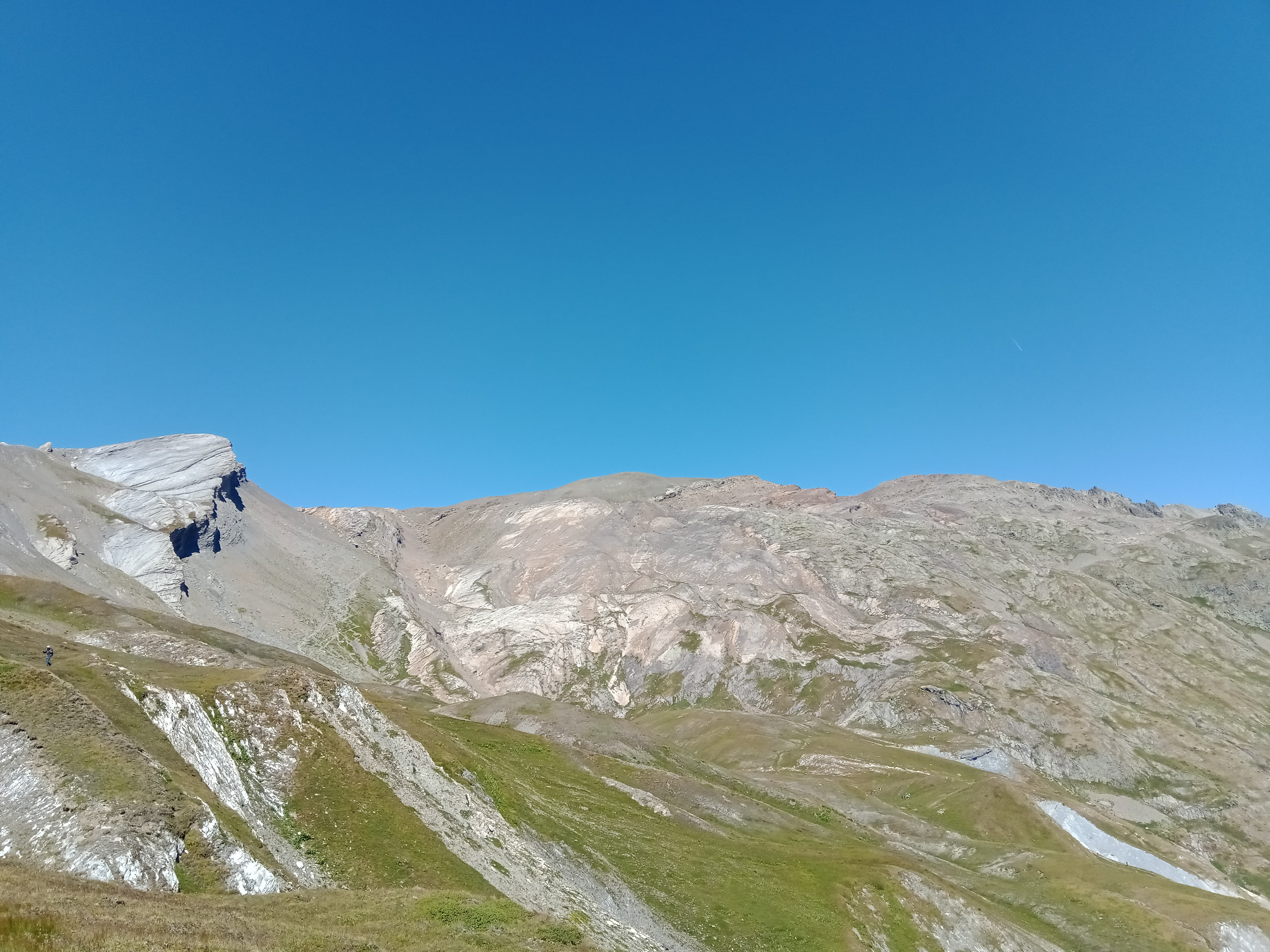
Vue de la tête Nord des Fours depuis le lac de Mya au sud-est.